# IC 4491
IC 4491 је ознака објекта на координатама са ректансцензијом 14h 44m 28,2s и деклинацијом - 13° 43" 30'. Открио га је Делајл Стјуарт, 1899. године. Каснијим посматрањима на том положају није уочен никакав астрономски објекат.